# Winnebago Man

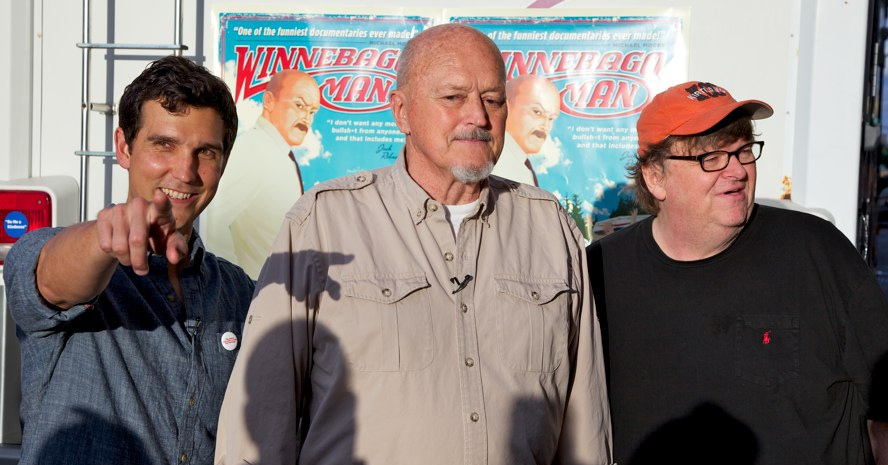
Ben Steinbauer med Jack Rebny och Michael Moore vid premiären av Winnebago Man i New York

Winnebago Man är en dokumentär från 2009 av Ben Steinbauer. Filmen handlar om Jack Rebney som blivit berömd efter att hans reklamfilmer för husbilar blivit populära på Internet.
Filmen hade världspremiär på Southwest Film Festival i Austin den 14 mars 2009. Winnebago Man vann också juryns pris för bästa dokumentär vid Sarasota Film Festival i april 2009. 